# Maipo (província)
A Província de Maipo é uma das províncias do Chile. Localiza-se na parte sul da Região Metropolitana de Santiago, na porção central do Chile.

## Geografia
As comunas que formam a província são:
- San Bernardo
- Buin
- Calera de Tango
- Paine

A província localiza-se a sul a capital Santiago, limitando-se: a leste com a província de Cordillera; a norte com a província de Santiago; a oeste com a províncias de Melipilla; a sul com a província de Cachapoal na Região de O'Higgins.